# Моталчата
Моталча̀та (на италиански: Mottalciata; на пиемонтски: la Mòta d'Alcià, ла Мота д'Алча) е село и община в Северна Италия, провинция Биела, регион Пиемонт. Разположено е на 203 m надморска височина. Населението на общината е 1469 души (към 2010 г.).